# Limnophora pica
Limnophora pica este o specie de muște din genul Limnophora, familia Muscidae. A fost descrisă pentru prima dată de Macquart în anul 1851. Conform Catalogue of Life specia Limnophora pica nu are subspecii cunoscute.